# Chrono Break
Chrono Break (クロノ・ブレイク, Kurono Bureiku) és una marca registrada per Squaresoft (actualment Square Enix) el 5 de desembre de 2001 en els Estats Units, que va ser posteriorment abandonada. Això va portar a una especulació sobre una possible nova part dins de la sèrie Chrono, però que després es veuria truncada en el procés, i va ser donada de baixa.

## Registre
Al registre va seguir un informe de premsa que parlava d'un nou joc de la saga Chrono. Dins d'aquest informe, Hironobu Sakaguchi va esmentar que l'equip de Chrono Cross, especialment Masato Kato, estava interessat a desenvolupar un nou joc de la saga, i que s'estaven considerant idees sobre la trama i la història. El projecte encara no havia estat aprovat. Kato ja havia esmentat en la guia de Ultimania para Chrono Cross que volia crear una seqüela directa a Chrono Trigger per poder enllaçar certs elements de la història i embastar les seves trames, i que els obstacles amb els quals es van trobar a l'hora de fer-la els va portar a crear Chrono Cross en el seu lloc. Mentre que Squaresoft no va publicar cap notícia oficial, aquest registre va conduir al fet que molts seguidors de la saga creguessin que estava en ple desenvolupament una seqüela de Chrono Trigger i Chrono Cross. No obstant això, Masato Kato i uns altres que havien treballat en Chrono Cross —-com Yasuyuki Honne— van passar a treballar per a Monolith Soft, i Squaresoft continuavasense publicar cap notícia referent a una possible seqüela. El 13 de novembre de 2003, la marca registrada va ser donada de baixa en els Estats Units.

## Resposta oficial
La investigació dels fanàtics sobre el nou títol va ser el subseqüentment gran com per justificar una entrada a la pàgina de preguntes més freqüents de Square Enix, en la qual la companyia va declarar que cap nou joc es trobava en desenvolupament, encara que això no significava que la saga estigués morta.
En el 2001, SquareEnix va registrar una marca similar en Japó, Chrono Brake. La marca japonesa encara està registrada. En una entrevista en la I³ del 2003, l'equip de desenvolupament responsable de Chrono Cross va declarar que els encantaria un nou joc de la saga, però que no podrien fer-ho durant molt temps, a causa que havien de donar suport i continuar creant expansions per al seu únic projecte ? el MMORPG Final Fantasy XI. Irònicament, Hironobu Sakaguchi (un dels creadors de Chrono Trigger) va presentar la idea d'un MMORPG a Squaresoft mentre treballa en Final Fantasy: The Spirits Within. Com va explicar Richard Honeywood:
| « | Final Fantasy XI és tot per una estona. Encara tenim un munt de possibles expansions que podríem fer, i molt suport que donar. En el que a Chrono es refereix, és enorme; però no podem fer dues o tres coses al mateix temps, i és dur fer FFXI i un altre joc Chrono al mateix temps o massa junts. Això sí, ens encantaria fer un, però no, encara no. (14/05/2003) | » |

Takashi Tokita, que va dirigir Chrono Trigger, va esmentar un Chrono Trigger 2 en una entrevista del 2003 que no ha estat traduïda. El desenvolupador de Trigger, Yuuji Horii, no va expressar gens d'interès a tornar a la franquícia Chrono en el 2005. Al febrer del 2007, el productor de Square Enix, Hiromichi Tanaka va prendre part en diverses entrevistes mentre promocionava jocs en Europa. Tanaka va reiterar que no hi ha cap nou joc en desenvolupament, però que certament no estava descartat un retorn.
| «                  | ...és molt difícil poder ajuntar a l'equip original, per poder fer una seqüela de la saga Chrono... perquè si no intentem ajuntar a aquesta gent i prenem a uns altres en el seu lloc, ens trobarem en aquest punt en què un joc se sent diferent, ja que hi hauria diferents persones a càrrec, i possiblement perdríem el "esperit Chrono". | » |
| — Hiromichi Tanaka | |   |

El gener del 2008, el compositor Yasunori Mitsuda va observar que "hi ha un munt de polítics involucrats" a crear un nou joc, i va posar l'accent que Masato Kato hauria de participar en el desenvolupament, si és que es concretés una nova part de la saga.

## Senyals de vida
Recentment han crescut les esperances d'una seqüela, ja que Masato Kato ha tornat a Square Enix per treballar en els jocs del projecte World of Raja. A més, en una entrevista en un concert de PLAY! el maig de 2006, Yasunori Mitsuda va declarar que tenia interès a compondre per a un nou joc de la saga. Aquestes esperances també són sostingudes per la bona relació de treball entre Kato i Mitsuda, ja que ambdós van col·laborar per llançar Kirite, un àlbum complementat per un llibre d'històries. En setembre de 2005, Kato i Mitsuda es van agrupar novament per realitzar un joc anomenat Deep Labyrinth per la Nintendo DS. A més, Mitsuda va anunciar en 2005 que hi havia un nou àlbum de Chrono Cross en procés. Això, combinat amb les recents enquestes de Square Enix que enumeren a Chrono Trigger com a opció d'un joc per una videoconsola portàtil, suggereixen que l'interès en la saga no ha disminuït totalment en la companyia i que eventualment es podria fer una nova iteració. Els fanàtics continuen escrivint cartes i correus electrònics a les centrals als Estats Units i Japó de Square Enix demanant per Chrono Break.